# يوكي ميازاوا
يوكي ميازاوا (باليابانية: 宮澤 勇樹) (13 مارس 1991 في طوكيو في اليابان – )؛ هو لاعب كرة قدم سابق كان يلعب كمدافع.

## وصلات خارجية
- يوكي ميازاوا على موقع قاعدة بيانات كرة القدم.إي يو (الإنجليزية)
- يوكي ميازاوا على موقع بيانات كرة القدم. دي إي (الألمانية)
- يوكي ميازاوا على موقع Soccerway.com (الإنجليزية)
- يوكي ميازاوا على موقع عالم كرة القدم.نت (الإنجليزية)